# أدريان إسكوديرو
أدريان إسكوديرو (بالإسبانية: Adrián Escudero)‏ (24 نوفمبر 1927 في إسبانيا - 7 مارس 2011 في إسبانيا) هو مدرب كرة قدم ولاعب كرة قدم إسباني في مركز الهجوم. شارك مع منتخب إسبانيا ب لكرة القدم ومنتخب إسبانيا لكرة القدم. أما مع النوادي، فقد لعب مع أتلتيكو مدريد.

## وصلات خارجية
- أدريان إسكوديرو على موقع الاتحاد الدولي (مؤرشف)  (الإنجليزية)
- أدريان إسكوديرو على موقع قاعدة بيانات كرة القدم.إي يو (الإنجليزية)
- أدريان إسكوديرو على موقع ناشيونال فوتبول تيمز (الإنجليزية)